# Davelis grotta
Davelis grotta är en känd grotta i Pentelikon kommun i Grekland. Den ska tydligen utstråla paranormal aktivitet.

## Historia
Davelis grotta var från början en gruva, som grekerna använde för att bygga Parthenon och Akropolis. Platsen blev en helig plats för efterföljare av guden Pan. I öppningen av gruvan finns två mindre kyrkor.
Under 1977 tog det grekiska försvaret hand om gruvan. En missilbas skulle byggas till förmån för NATO, men projektet stoppades 1983 på grund av protester från det grekiska kulturministeriet.

### Namn
Under 1800-talet ska en tjuv vid namn Davelis använt sig av grottan som ett gömställe. Han använde även dess många tunnlar.

## Paranormalt
Grottan sägs vara ett centrum för paranormal aktivitet. Under medeltiden kunde man vittna om konstiga varelser och uppenbarelser, som man fortfarande gör idag. Film i fotokameror ska inte fungera korrekt i denna grotta, där bland annat avstängd utrustning mystiskt aktiveras, eller foton som man inte tagit eller som man inte kunnat ta.
Människor har drabbats av panikattacker, stress och har till och med försvunnit där.
Ockulta grupper använder platsen för sina ritualer.